# Geruchsneutralisierer
Geruchsneutralisierer, Air Cleaner auch Air Sanitizer sind zum Beispiel chemische Spray-Aerosole, die mit Cyclodextrin-Derivaten oder auch mit Triethylenglycol (TEG) Natriumbicarbonat arbeiten; TEG zerstört die Struktur komplexer Geruchsmoleküle und isoliert schlecht riechende Geruchsmoleküle. Manche Hersteller geben daher an, dass ihr Produkt, das TEG enthält, die Luft 'reinigt'. TEG soll aerosolisiert auch Bakterien in der Luft minimieren und schlecht riechende Moleküle aus der Luft herauslösen. Die bakterienhemmende Wirkung durch TEG ist bei den im Handel angebotenen Aerosolen aber sehr gering, so dass bei Benutzung der Aerosole keine Biozid-relevanten Warnhinweise beachtet werden müssen.
Andere Geräte wiederum arbeiten mit elektrischem Strom und ionisieren die Raumluft. Diese Steckgeräte nutzen die Ionisation des Sauerstoff in der Raumluft zur Oxidation der Geruchsmoleküle und haben eine bakterienhemmende Wirkung.

## Duftöle
In den 1950er Jahren wurden Rauchverzehrer modern. Heute werden Duftstecker, Bedunstungssysteme und Verdunster mit Ventilator angeboten, die ganz gezielt Cyclodextrine und verschiedene Duftöle in die Raumluft abgeben. Nach und nach drängen diese mechanischen Geruchsneutralisierer in Deutschland die gängigen „Duftsprays“ in den Hintergrund.

## Textilien
Seit längerem werden auch Teppichböden, Vorhänge und Rollos mit eingearbeitetem Titandioxid (TiO2) angeboten. Durch den Kontakt von TiO2 mit den Geruchsmolekülen kommt es zum Aufspalten und damit Neutralisieren. Grundsätzlich muss dabei aber immer UV-Licht im Spiel sein, um die Wirkung zu entfalten (photokatalytischer Effekt).

## Biochemie
Eine andere Art von Geruchsneutralisierern sind Produkte, die in den Bereich der Biotechnologie oder Biochemie zählen. Es sind speziell gezüchtete, aerobe, nicht pathogene Mikroorganismen in verkapselter Sporenform.
Die Mikroorganismen oder Bakterien stellen selbst Enzyme her, die die sogenannte Biokatalyse in Gang setzen und so, je nach Art der Mikroorganismen, vielfältige „Aufgaben“ erledigen können. So werden sie u. a. zum gezielten Abbau von schädlichen Stoffen und verseuchten Materialien in der Umwelt oder auch als Entfetter in verschiedensten Industriebereichen eingesetzt.

## Geruchskiller
Ähnlich auch im Bereich der Geruchsbeseitigung und Geruchskontrolle. Diese so hergestellten Produkte werden auch Geruchskiller genannt, weil sie nicht nur die Gerüche an sich neutralisieren, sondern auch den Geruchsherd oder die Geruchsquelle, die fast immer organischen Ursprungs ist, ähnlich wie in Kläranlagen, rein biologisch abbauen, zersetzen und eliminieren.
Diese Reiniger werden meistens auf den Geruchsherd aufgesprüht und entwickeln dann ihren Selbstreinigungsprozeß, indem die Sporen erwachen und mit der Enzymproduktion tätig werden.